# Asterix
Asterix (no Brasil) ou Astérix (em Portugal e outros países lusófonos) (em francês:  Astérix), é uma série de histórias em quadrinhos criada na França por René Goscinny e  Albert Uderzo no ano de 1959, baseada no povo gaulês e em grande parte no tempo do seu grande chefe guerreiro Vercingetorix. Após o falecimento de Goscinny em 1977, Uderzo prosseguiu o trabalho.
As primeiras publicações surgiram na revista Pilote, logo no primeiro número a 29 de outubro de 1959. O primeiro álbum Asterix o Gaulês foi editado em 1961, a partir do qual começaram a ser lançados anualmente.
Publicado em Pilote, de 1959 a 1973, a série publicada paralelamente em álbuns de capa cartonada, os primeiro álbuns foram publicados pela editora Dargaud, a partir de 1998, pela Hachette, pela Albert René nos dez álbuns seguinte. Os números acumulados de álbuns, tradições em vários idiomas, são representativos de 380 milhões de exemplos.
A série é acima de tudo humorística e principalmente parodia a sociedade francesa contemporânea através de seus estereótipos e regionalismos, além de tradições e costumes emblemáticos de países estrangeiros. O desenho é semi-realista, fortemente inspirado na escola de Marcinelle.
As histórias de Asterix foram traduzidas até o momento para 83 línguas e 29 dialetos, incluindo o português e o mirandês, sendo muito populares na Europa, Canadá, Austrália, Nova Zelândia, América Latina, África e Ásia. Porém não são ainda tão conhecidas nos Estados Unidos e no Japão. Já foram lançados 35 álbuns que venderam 350 milhões exemplares em todo o planeta, um dos quais é uma compilação de histórias curtas. Asterix também inspirou 13 adaptações para cinema (9 de animação e 4 de imagem real), jogos, brinquedos e um parque temático.
Albert Uderzo anunciou sua aposentadoria no fim de setembro de 2010 aos 84 anos, após atingir a marca histórica de 350 milhões de unidades vendidas em todo o planeta em diversas línguas.
Em 2013, dois anos após Albert Uderzo anunciar sua aposentadoria, foi lançado o primeiro álbum por outros artistas, Astérix entre os Pictos, de Jean-Yves Ferri e Didier Conrad. Ferri e Conrad lançaram mais quatro livros, O Papiro de César (2015), Astérix et la Transitalique (2017), Em 24 de outubro de A Filha de Vercingétorix (2019), e Asterix e o Grifo (2021). Fabcaro substituiria Ferri como novo roteirista da série a partir de L'Iris Blanc (2023).
Em abril de 2020, foi anunciado um novo álbum ilustrado, O Menir de Ouro, baseado em um álbum de áudio produzido por Goscinny e Uderzo.
Em Março de 2025 foi anunciado que o novo livro das aventuras de Astérix se irá chamar Astérix na Lusitânia, e que terá lugar na província romana que mais tarde se tornaria Portugal.

## Enredo
Este é o prólogo de todas as edições dos livros de Asterix, o gaulês: "Estamos no ano 50 antes de Cristo. Toda a Gália foi ocupada pelos romanos ... Toda? Não! Uma aldeia povoada por irredutíveis gauleses ainda resiste ao invasor. E a vida não é nada fácil para as guarnições de legionários romanos nos campos fortificados de Babaorum, Aquarium, Laudanum e Petibonum...".
Asterix reside com seus amigos em uma pequena aldeia gaulesa situada em uma península na Armórica, ao norte da antiga Gália. Para resistir ao domínio romano, os aldeões contam com a ajuda de uma poção mágica que lhes dá uma força sobre-humana, preparada pelo druida Panoramix. O poder da poção é temporário. A exceção é Obelix, que, por acidente, caiu dentro de um caldeirão cheio da poção quando ainda era um bebê, e daí adquiriu permanentemente a superforça.

## Personagens
- Asterix, o herói gaulês e o melhor amigo de Obelix. O seu nome provém do francês "astérisque" ("asterisco");
- Obelix, o distribuidor de menires e o melhor amigo de Asterix. Adquiriu energia sobre-humana quando caiu dentro de um caldeirão cheio da poção mágica quando ainda era um bebê. Adora o cãozinho Ideiafix, o qual acompanha-o em boa parte de suas aventuras. Pensa em apenas duas coisas: jantar javalis e bater nos romanos. Seu nome provém do francês "obélisque" ("obelisco"), relativo ao seu trabalho com menires, bem como um sinal gráfico que assim como o asterisco é usado para apontar notas de rodapé;
- Panoramix, o druida oficial da aldeia — o conselheiro de Asterix, de Obelix e do chefe Abracourcix, bem como o único a saber preparar a poção mágica. O seu nome provém do francês "panoramique" ("panorâmico");
- Matasetix ou Abracourcix (no original, "Abraracurcix"), o chefe da aldeia. O seu nome provém do original francês "à bras raccourcis" ("braço partido"); em português, evoca "abra um curso";
- Cacofonix ou Chatotorix, (no original, "Assurancetourix"), o bardo. Um péssimo cantor, mas um bom companheiro. O seu nome original provém do francês "assurance tous risques" ("seguro contra todos os riscos"), enquanto em português evoca "chatice" ou "cacofonia";
- Ideiafix (no original, "Idéfix"), o cão–mascote da aldeia. O seu nome provém do francês "idée fixe" ("ideia fixa");
- Decanonix ou Veteranix (no original, "Agecanonix"), o aldeão de maior idade (93 anos), também conhecido como Geriatrix em algumas versões — um veterano de Gergóvia. O seu nome francês vem de "âge canonique" ("idade canônica"), enquanto em português evoca "decano" e "veterano";
- Srª. Veteranix (no original, "Mme Agecanonix"), a esposa de Veteranix, a qual ama-o extremamente. É muito mais jovem do que este (35 anos — a mesma idade de ambos Asterix e Obelix), bem como significativamente mais alta;
- Éautomatix ou Automatix (no original, "Cétautomatix"), ferreiro que sempre critica a qualidade dos peixes vendidos por Ordenalfabetix. O seu nome provém do francês "c'est automatique" ("é automático");
- Ordemalfabetix ou Ordenalfabetix (no original, "Ordralfabetix"), o peixeiro que sempre está brigando com Automatix devido às críticas deste a respeito dos peixes que vende. O seu nome provém do francês "ordre alphabétique" ("ordem alfabética");
- Boapinta ou Naftalina (no original, "Bonemine"), esposa de Abracurcix, sempre arrependida de ter casado-se com este. Seu nome, no original ("Bonemine"), vem do francês "bonne mine", significando "estar em forma" ou "estar bem" ou ainda "disposta". No Brasil, é homônima a um veneno;
- Ielosubmarina (no original, "Iélosubmarine"), esposa de Ordenalfabetix e sua ajudante na peixaria. O seu nome é referência à canção "Yellow Submarine", dos Beatles;
- Falbalá, uma loira voluptuosa que ocasionalmente visita a aldeia, já foi a paixão de Obelix. É a filha de Plantaquatix e sobrinha de Abracourcix bem como a esposa de Tragicomix.
- Júlio César, o majestoso e inteligente ditador romano, inimigo dos gauleses.

## Humor
O humor de Asterix é tipicamente francês, com trocadilhos, caricaturas e estereótipos.

O capacete de Astérix

### Estereótipos e alusões
Asterix e Obelix encontram muitas alusões ao século XX em suas jornadas. Os godos são militaristas, lembrando os alemães dos séculos XIX e XX; os bretões são fleumáticos, educados, falam ao contrário (numa tradução direta do inglês, como "Eu peço seu o perdão?"), tomam cerveja quente e água quente com leite (até Asterix ter-lhes levado o chá) e conduzem do lado esquerdo da estrada; a Hispânia é um local cheio de pessoas de sangue quente e turistas; e os lusitanos são baixinhos e educados (Uderzo disse que todos os portugueses que ele conhecera eram assim). Há também humor com franceses: os normandos comem tudo com natas, e os corsos são indolentes e têm queijos nauseabundos.
Existem muitas caricaturas, como o burocrata de Obelix e Companhia baseado em Jacques Chirac e Cleópatra tendo aparência inspirada em Elizabeth Taylor. Há alguns personagens que servem de alusão ao local visitado; ao visitarem a Bretanha, encontram quatro bardos famosos que lembram os Beatles; encontram na Bélgica Dupond e Dupont de Tintin; e, na Hispânia, Dom Quixote e Sancho Pança. Nos livros mais recentes, aumentam as paródias, com o espião Zerozerosix, baseado em Sean Connery, o escravo Spartakis, baseado em Kirk Douglas, e um alienígena inspirado em Mickey Mouse.

### Linguagem
Uma das bases do humor são os trocadilhos, a começar pelos protagonistas, batizados com os símbolos para notas de rodapé: asterisco (*) e obelisco (†). Para aumentar os trocadilhos, todos os povos têm terminações comuns de nomes: os gauleses terminam em -ix (em possível citação a Vercingetórix) e as gaulesas em -a (Naftalina, Iellousubmarina); os romanos em -us (Acendealus, Apagalus, General Motus); normandos em -af (Batiscaf, Telegraf); bretões em -ax e -os (Relax, Godseivezekingos); egípcios em -is (Pedibis, Quadradetenis); gregos em -os e -as (Okeibos, Plexiglas); vikings em -sen (Kerosen, Franksen); godos em -ic (Clodoric, Eletric); e hispânicos, em nomes compostos (Conchampiñon & Champignon, Lindonjonsón & Nixón).
Línguas estrangeiras tem representação diferente:
- Ibero: Igual ao espanhol, inversão e exclamações ('¡') e interrogações ('¿');
- Godo: escrita gótica (incompreensível para os gauleses);
- Viking: Ø e Å no lugar de O e A (incompreensível para os gauleses);
- Ameríndio: Pictogramas (incompreensível para os gauleses);
- Egípcio: hieróglifos com notas de rodapé (incompreensível para os gauleses);
- Grego: letras retas, esculpidas.

### Religiosidade
Cada povo possui os seus credos e isso é bem evidenciadoː
- Os gauleses veneram os deuses celtas (Por Tutatis!);
- Já os romanos sempre rogam graças à mitologia romana (Por Júpiter!);
- Os gregos, à mitologia grega ("Por Zeus!");
- Os arvernos celebram o deus Lug.

### Piadas recorrentes
- O bordão de Obelix é "Esses [o nome do povo] são uns loucos", sendo "romanos" o povo mais frequente. A tradução italiana de Asterix faz referência ao acrónimo SPQR como correspondente às iniciais de Sono Pazzi Questi Romani (São loucos, estes romanos).
- O péssimo canto de Chatotorix (que em livros tardios enerva os deuses e leva à chuva) é geralmente impedido por Automatix.
- Automatix reclama dos peixes de Ordenalfabetix, iniciando uma briga entre toda a aldeia.
- Obelix requisita a poção mágica a todo instante, apesar desta ter efeito permanente nele (em Brasil: A Galera de Obelix / Portugal: O Pesadelo de Obelix, ele acaba por tomá-la com graves consequências)
- Obelix reclama os comentários sobre o seu aspecto físico, muitas vezes dando um tabefe ("Eu não sou gordo!").
- Legionários reclamam após serem espancados ou terem de fazer trabalhos tediosos ("alistem-se, diziam eles").
- A gula de Obelix.
- Um grupo de piratas (paródia de Barba Ruiva, uma história contemporânea), que, ao se encontrar com Asterix e Obelix, geralmente têm seu navio afundado (às vezes, eles até sacrificam o seu próprio barco para evitar a surra dos gauleses).
- Chatotorix é amarrado e amordaçado (às vezes, pendurado) na hora do banquete para que não possa cantar.

### Revisionismo
Certas piadas provêm de acontecimentos, invenções, frases ou ideias posteriores à época em que supostamente decorre a narrativa:
- Após atravessar o Canal da Mancha, Obelix sugere um túnel sob o mesmo canal, e um bretão responde que já planejam construir um;
- Obelix quebra o nariz da Esfinge;
- Asterix diz a Cleópatra para apelar aos gauleses para que, por exemplo, eles construam um canal entre os mares Mediterrâneo e Vermelho;
- Os gregos impedem substâncias que dão força extra nas Olimpíadas;
- Asterix introduz o chá na Inglaterra (trazido por Panoramix);
- Os menires de Obelix viram as rochas de Carnac;
- Muitas vezes a aparição de Bruto alude à sua participação na morte de César;
- Em Asterix entre os Godos, os godos planejam sadicamente matar o druida; entre uma das ideias ocorre a de fervê-lo em uma panela fechada, que Asterix estranhamente não vê como uma má ideia, visto que foi um francês que inventou a panela de pressão (também chamada de marmita de Papin);
- Ordenalfabetix insiste em vender peixes "frescos" de Massília (Marselha) em uma tribo que vive a metros do mar;
- A única coisa que os gauleses temem é que o céu caia nas suas cabeças;[16] esta é uma referência a um evento histórico: quando Alexandre, o Grande, recebeu os celtas que viviam no Adriático, e perguntou a eles o que eles mais temiam, achando que eles diriam que era Alexandre, eles responderam que não temiam ninguém, apenas que o céu caísse sobre eles.[17]
- As aparições do Monstro do Lago Ness são explicadas por estes serem descendentes do monstro que viu um cantil com uma poção de Panoramix cair no fundo do loch.

## Publicações
■ 37 Astérix et la Transitalique, Editions Albert René, Paris, França, 2017
    Argumento : Jean-Yves Ferri - Desenho : Didier Conrad - Pag. 48- ISBN 
2-86-497327-8 
■ 38 A filha de Vercingétorix, Editions Albert René, Paris, França, 2019
    Argumento : Jean-Yves Ferri - Desenho : Didier Conrad 
 ■ 39 Astérix et le Griffon, Editions Albert René, Paris, França, 2021
    Argumento : Jean-Yves Ferri - Desenho : Didier Conrad 
■ 40 L'Iris blanc, Editions Albert René, Paris, França, 2023
    Argumento : Fabcaro  - Desenho : Didier Conrad 

Além disso há a história Como Obelix caiu no Caldeirão do Druida quando era Pequeno (1965), o livro Asterix e seus amigos (2007), a adaptação do que originalmente foi um audiolivro, O Menir de Ouro (2020), e os álbuns dos filmes:
1. Asterix nos Jogos Olímpicos;
2. Asterix e os Índios;
3. A Surpresa de César;
4. Os 12 Trabalhos de Asterix;
5. Asterix: O Golpe do Menir;
6. Asterix e os Vikings.

Em 2020, devido a pandemia de COVID-19, foi lançada a revista de atividades digital gratuita Irréductibles avec Astérix, publicada em Portugal como Irredutíveis! com Astérix.

## Adaptações

### Animação
Vários filmes animados foram feitos a partir dos livros.
- Asterix, o Gaulês (Astérix, le Gaulois) — 1967
  - Adaptação do livro homônimo.
- Asterix e Cleópatra (Astérix et Cléopâtre) — 1968
  - Adaptação do livro homônimo.
- Os 12 Trabalhos de Asterix (Les 12 travaux d'Astérix) —  1976
  - História original criada pelos próprios Goscinny e Uderzo.
- Asterix e a Surpresa de César (Astérix et La Surprise de César) — 1985
  - História mescla os álbuns "Asterix Legionário" e "Asterix Gladiador"
- Asterix Entre os Bretões (Astérix chez les Bretons) — 1986
  - Adaptação do livro homônimo, mas com a aparição dos fenícios de "Asterix Gladiador".
- Astérix et le Coup du menhir — 1989
  - História mescla os álbuns "O Combate dos Chefes" e "O Adivinho"
- Asterix Conquista a América (Astérix et les indiens) — 1995
  - Semelhante ao álbum "A grande travessia"
- Asterix e os vikings (Astérix et les Vikings) — 2006
  - Adaptação de "Asterix e os Normandos" com elementos de "A grande travessia"
- Asterix e o Domínio dos Deuses (Astérix: Le Domaine des dieux) — 2015
  - Adaptação do livro homônimo. Primeira animação tridimensional.
- Asterix e o Segredo da Poção Mágica (Astérix — Le Secret de la Potion Magique) — 2018
  - Segundo filme com uma história original, o primeiro sem os criadores.

Duas séries televisivas também foram criadas:
- Idéfix et les Irréductibles (2021) - Focada em Ideiafix e seus amigos na Lutécia, antes do cão conhecer Obelix em A Volta pela Gália.
- Asterix e Obelix: O Combate dos Chefes (2025) - Minissérie da Netflix, baseada no livro homônimo.[20]

### Filmes
- Asterix e Obelix contra César (1999) — De Claude Zidi. Com Gérard Depardieu (Obelix) e Christian Clavier (Asterix).
- Asterix e Obelix: Missão Cleópatra (2002) — De Alain Chabat. Com Gérard Depardieu (Obelix) e Christian Clavier (Asterix).
- Asterix nos Jogos Olímpicos (2008) — De Frédéric Forestier e Thomas Langmann, com Gérard Depardieu (Obelix) e Clovis Cornillac (Asterix)
- Astérix e Obélix: A Serviço de sua Majestade (2012) — De Laurent Tirard. Com Gérard Depardieu (Obelix) e Édouard Baer (Asterix).[21]
- Asterix e Obélix, O Reino do Meio (2023) — De Guillaume Canet, com Canet (Asterix) e Gilles Lellouche (Obelix).[22]

### Jogos
- Asterix (Atari 2600) - 1983
- Obelix (Atari 2600) - 1983
- Astérix et la Potion Magique (PC, Amstrad CPC 464, Thomson MO5) - 1985
- Asterix and the Magic Cauldron	(Commodore 64, ZX Spectrum, Amstrad CPC) - 	1986
- Astérix und Obélix: Die Odyssee (Commodore 64) - 1986
- Asterix and the Magic Carpet (Commodore 64, Amiga 500, Atari ST, PC) - 1987
- Asterix Chez Rahàzade (Amstrad CPC) - 1988
- Asterix: Operation Getafix (Amiga 500, Atari ST, PC) - 1989
- Asterix (Master System) - 1991
- Asterix (arcade) - 1992
- Asterix (Game Boy, Nintendo Entertainment System, Super NES) - 1993
- Asterix and the Secret Mission (Master System, Game Gear) - 1993
- Asterix and the Great Rescue (Mega Drive, Master System, Game Gear) - 1993
- Asterix and the Power of the Gods (Mega Drive) - 1995
- Asterix: Caesar's Challenge (CD-i, PC) - 1995
- Asterix & Obelix (Game Boy, Super NES, PC) - 1995; jogo do Game Boy relançado para Game Boy Color em 1999.
- Asterix: The Gallic War (PlayStation, PC) -	1999
- Asterix: Search For Dogmatix (Game Boy Color) - 2000
- Asterix & Obelix Take on Caesar (PlayStation, PC) - 2000
- Asterix: Mega Madness (PlayStation, PC) - 2001
- Asterix & Obelix: Bash Them All (Game Boy Advance) - 2002; incluía conversão do Asterix & Obelix para Super NES.
- Asterix & Obelix XXL (PlayStation 2, PC, GameCube, Game Boy Advance) - 2004; um remake, Asterix & Obelix XXL Romastered, foi lançado em 2020 para PC, PlayStation 4, PlayStation 5, Xbox One, e Nintendo Switch.
- Asterix & Obelix XXL 2: Mission: Las Vegum (PlayStation 2, PC) - 2006; remake Asterix & Obelix XXL 2: Remastered lançado em 2018 para PC, PlayStation 4, PlayStation 5, Xbox One, e Nintendo Switch.
  - Asterix & Obelix XXL 2: Mission: Wifix - 2006; versão para PlayStation Portable é uma conversão do jogo de consoles, versão para Nintendo DS é uma adaptação.
- Asterix at the Olympic Games (PlayStation 2, PC, Nintendo DS, Wii, Xbox 360) - 2008
- Asterix Brain Trainer (Nintendo DS) -	2008
- Asterix: These Romans are Crazy! (Nintendo DS) - 2009
- Asterix: The Mansion of the Gods (Nintendo 3DS) - 2014
- Asterix & Friends (PC, Celular) - 2016
- Asterix & Obelix XXL 3: The Crystal Menhir (PC, PlayStation 4, PlayStation 5, Xbox One, Nintendo Switch) - 2019
- Asterix & Obelix XXL Collection (PC, PlayStation 4, Nintendo Switch) - 2020; compilação dos três jogos XXL.
- Asterix & Obelix: Slap Them All![23]  (PC, PlayStation 4, PlayStation 5, Xbox One, Nintendo Switch) -  2021
- Asterix & Obelix XXXL: The Ram From Hibernia (PC, PlayStation 4, PlayStation 5, Xbox One, Xbox Series X/S, Nintendo Switch) - 2022
- Asterix & Obelix: Heroes (PlayStation 4, PlayStation 5, Xbox Series X, Nintendo Switch) - 2023
- Asterix & Obelix: Slap Them All! 2 (PlayStation 4, PlayStation 5, Xbox Series X, Nintendo Switch) - 2023

## Em Portugal
"Astérix, o guerreiro gaulês" começou a ser publicado em Portugal cerca de ano e meio depois da sua estreia em França, aparecendo discretamente no interior do semanário "Foguetão", ao lado de Kim Novak, a "estrela da semana" na edição de 4 de Maio de 1961.
O semanário "Foguetão" da responsabilidade de Adolfo Simões Müller só durou 13 números.
Astérix voltaria às páginas da imprensa portuguesa a 13 de Maio de 1963, na revista "Zorro", com a segunda aventura dos gauleses, "A Foice de Ouro".
Depois, seria necessário esperar até 1 de Junho de 1968, para o "Tintin" apresentar "Astérix e Cleópatra", sucedendo-se então os títulos, quase sem interrupções.
A primeira edição portuguesa em álbum é de 1967, da Ibis, passando o título para o espólio da Livraria Bertrand por muitos anos. Em 1988 a Editorial Verbo ficou com os direitos da série, editando "O Grande Fosso" e mais três álbuns.
Com "A Rosa e o Gládio", em 1991, Astérix passa para o catálogo da Meribérica. A perda dos direitos para a ASA, em 2005, acelerou a falência daquela editora de BD.
Em Outubro de 2005 a ASA apresentava o 33.º título da série, "O Céu Cai-lhe em Cima da Cabeça" e iniciava a republicação dos títulos anteriores, renomeando muitas das mais de cem personagens criadas por Uderzo e Goscinny.
Astérix, Obélix e Panoramix mantiveram os nomes por que já eram conhecidos em Portugal, mas grande parte da aldeia gaulesa mudou mesmo de nome, adaptando o "jogo de palavras" francês para o português.
O cão Idéfix (ideia fixa) passou a Ideiafix, o chefe Abracourcix (a corta-mato) passou a ser Matasetix e o velho Agecanonix (idade canónica) responde por Decanonix. E nem os acantonamentos romanos escaparam a esta "nova ordem": Aquarium e Laudanum continuam, Babaorum mudou para um literal Babácomrum, mas Petibonum deu lugar a um nada parecido Factotum.

## No Brasil
As histórias de Asterix foram inicialmente publicadas pela Bruguera, mais tarde rebatizada Cedibra. A ordem de lançamento dos títulos entre Asterix, O Gaulês e Os Louros de César não foi a mesma do original francês. Nos anos 80 a série passou a ser publicada pela Editora Record, que manteve a ordem mas em diversas revistas mudou a tradução.
Além de manter Astérix, Obélix, Panoramix e Ideafix da tradução portuguesa, o chefe da aldeia virou Abracurcix, e Agecanonix, Veteranix. Os acampamentos romanos tem o mesmo nome do francês. Algumas das piadas ganharam versão regional — em Asterix e o Caldeirão, o ator Eleonoradus (piada com Eleonora Duse) virou Toniacarrerus (Tônia Carrero).
Em 2013, a Record inicio a publicação de remasterizadas baseadas na Astérix La Grande Colléction, em Outubro lançou Astérix entre os Pictos, em setembro de 2014, a Editorial Salvat testa nas bancas uma coleção de álbuns da série. Em junho de 2019, o site Universo HQ noticiou que os direitos de Asterix foram adquiridos pela Panini Comics. Em janeiro de 2020, a editora anunciou o lançamento para março do mesmo ano. Em agosto de 2021, a editora Record fez a pré-venda de Asterix e a Transitálica.